# Eduardo Dalbono
Eduardo Dalbono (Napoli, 10 dicembre 1841 – Napoli, 23 agosto 1915) è stato un pittore e museologo italiano, artista figurativo, esponente del Verismo in pittura.

## Biografia
Eduardo (o Edoardo) Dalbono era figlio di Carlo, critico d'arte e di Virginia Carelli, ed era nipote di Cesare Dalbono. I familiari lo stimolarono a studiare letteratura di età romantica, ad amare musica e ad approfondire temi di storia dell'antichità e del folclore napoletano. La sua formazione artistica avvenne nell'ambito del movimento verista napoletano, noto come Scuola di Resìna, cui avevano aderito Giuseppe Mancinelli, Domenico Morelli e Filippo Palizzi, che gli diede lezioni private.
Dipinse vedute col Vesuvio e il gruppo di famiglia Sulla terrazza, in cui il paesaggio urbano - rappresentato dai tetti di Napoli -  è lo sfondo di una gradevole scena borghese ottocentesca.
Nel 1866 partecipò ad un concorso con la tela Scomunica di re Manfredi, esposta poi alla Società promotrice di belle arti di Napoli nel 1868, quindi all'Esposizione nazionale di belle arti di Parma nel 1870. Nel 1871 presentò alla Società promotrice Leggenda della Sirena (o Mito di Partenope).
Si recò a Parigi, dove rimase per un periodo di quattro anni, interrotto da brevi soggiorni a Napoli. Ebbe il sostegno del mercante d'arte parigino Adolphe Goupil, che conobbe attraverso Giuseppe De Nittis.
Nel 1897 divenne professore di pittura al Reale Istituto di Belle Arti di Napoli ed ebbe come allievo Roberto Carignani. Nel 1905 fu nominato curatore della Pinacoteca del Museo nazionale di Napoli - attuale quadreria del Museo nazionale di Capodimonte.
Praticava la pittura all'aria aperta e amava cogliere giochi di luce nelle ore dell'alba. Le sue fantasiose scene di genere, dipinte entro soffuse atmosfere, risultavano pregne di poesia.
Eseguì decorazioni (poi perdute) in ville e palazzi napoletani e tempere su muro per il teatro municipale di Salerno, con elementi simbolici delle quattro parti del mondo. Dipinse pale d'altare per la chiesa di Santa Maria di Piedigrotta, a Napoli e per una chiesa di Gragnano. Collaborò con disegni a l'Illustrazione italiana e alla rivista parigina Le Grand monde.
Benedetto Croce ha raccolto nel 1915 testi di conferenze e articoli sparsi di Dalbono e di Morelli, nel libro La scuola napoletana di pittura nel secolo decimonono.
Napoli, Roma, Brindisi, Portici (NA) e Quarto (NA) hanno intitolato una strada ad Eduardo Dalbono.

## Opere
- Leggenda della Sirena, Galleria dell'Accademia di Belle Arti di Napoli

### Eduardo Dalbono nei musei
- Galleria nazionale d'arte moderna e contemporanea di Roma, Porto di Venezia (1890) e Sulla terrazza (1865-1867)
- Galleria d'Arte Moderna di Verona, olio su tavola, Strada di Napoli
- Galleria d'arte moderna Ricci Oddi di Piacenza, dipinto Vela latina
- Museo civico di Barletta, opere su cartaː Autoritratto (1870-1915), Figura femminile nuda
- Museo civico di Castel Nuovo di Napoli, Veduta di via San Sebastiano a Napoli (1861)
- Galleria dell'Accademia (Napoli), Paesaggio con pastore, Leggenda della Sirena (1871), Torre del Greco (disegno) (1896), Lavandaie alle Terme di Baia (acquarello), Pioggia di cenere (tempera) (1906)
- Museo Giuseppe Caravita Principe di Sirignano di Napoli
- Museo nazionale di Capodimonte di Napoli, Adelina e Eleonora
- Museo nazionale di San Martino di Napoli
- Museo Poldi Pezzoli di Milano, matita su carta, Figura femminile (1860-1861)
- Museo d'arte di San Paolo di San Paolo del Brasile, Pescatori a Posillipo al palazzo di Donna Anna

## Galleria d'immagini

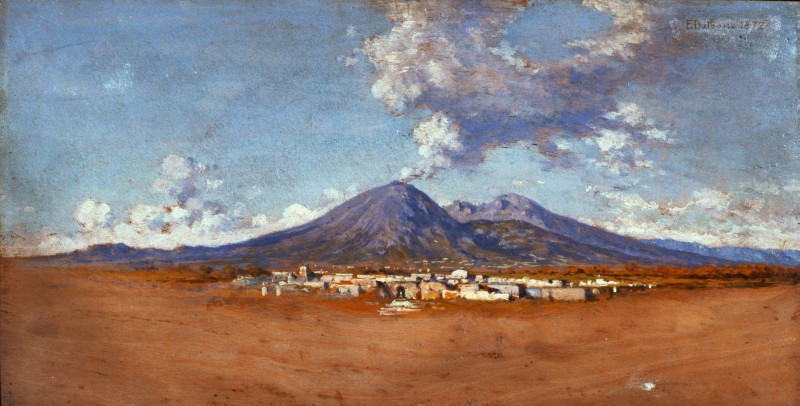
Studio o Il Vesuvio, 1872, Fondazione Cariplo
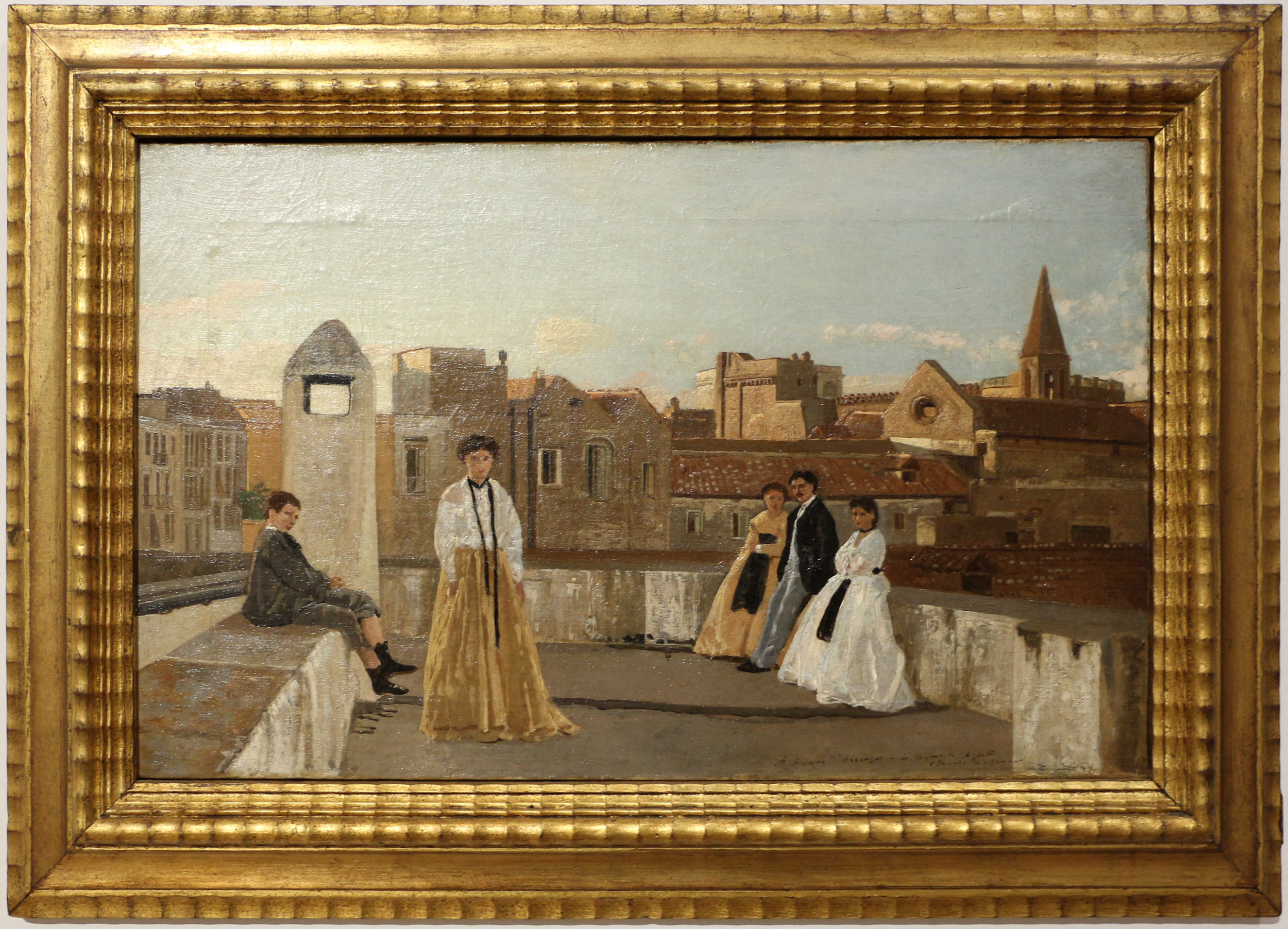
Sulla terrazza, 1865-1867, Galleria nazionale d'arte moderna e contemporanea
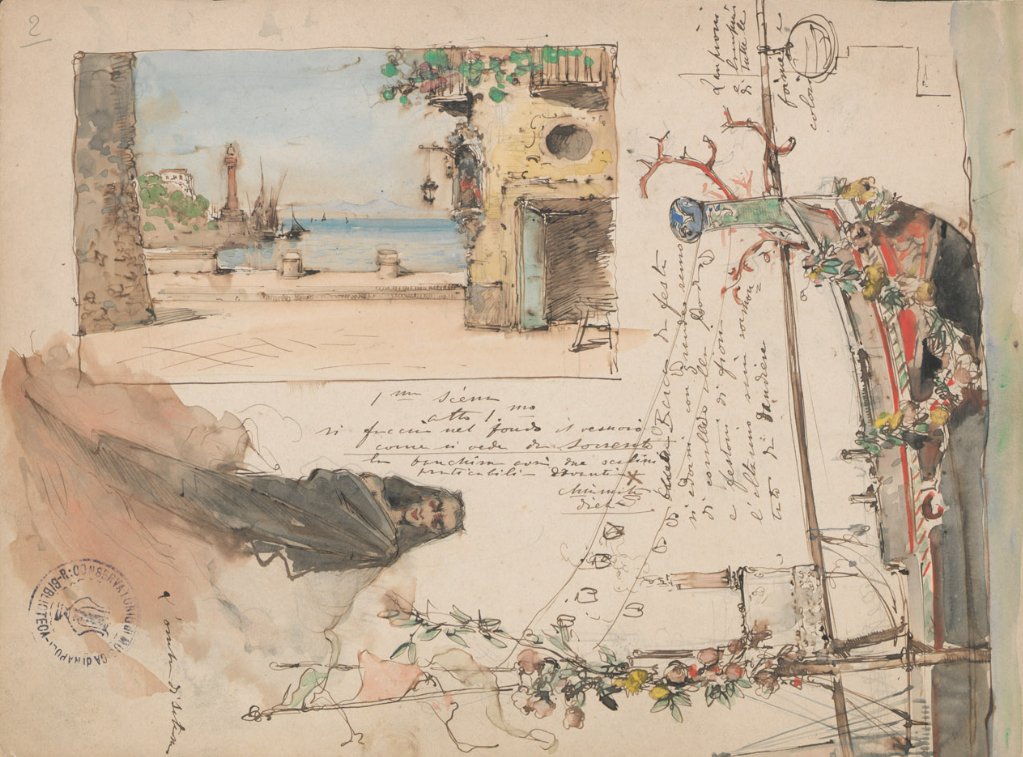
Disegni per La Figlia del Diavolo di Nicola D'Arienzo, Teatro Bellini (Napoli), 16 novembre 1879
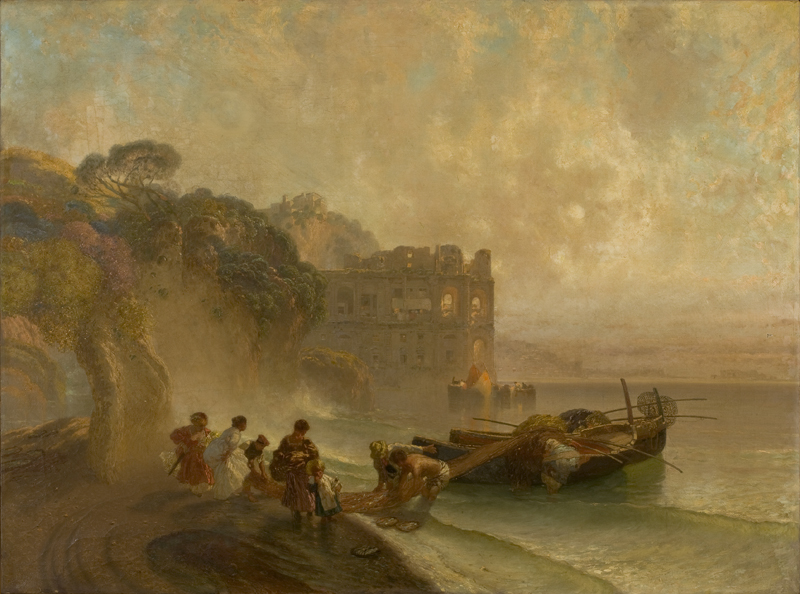
Pescatori a Posillipo al palazzo di Donna Anna, Museo d'arte di San Paolo (San Paolo del Brasile)
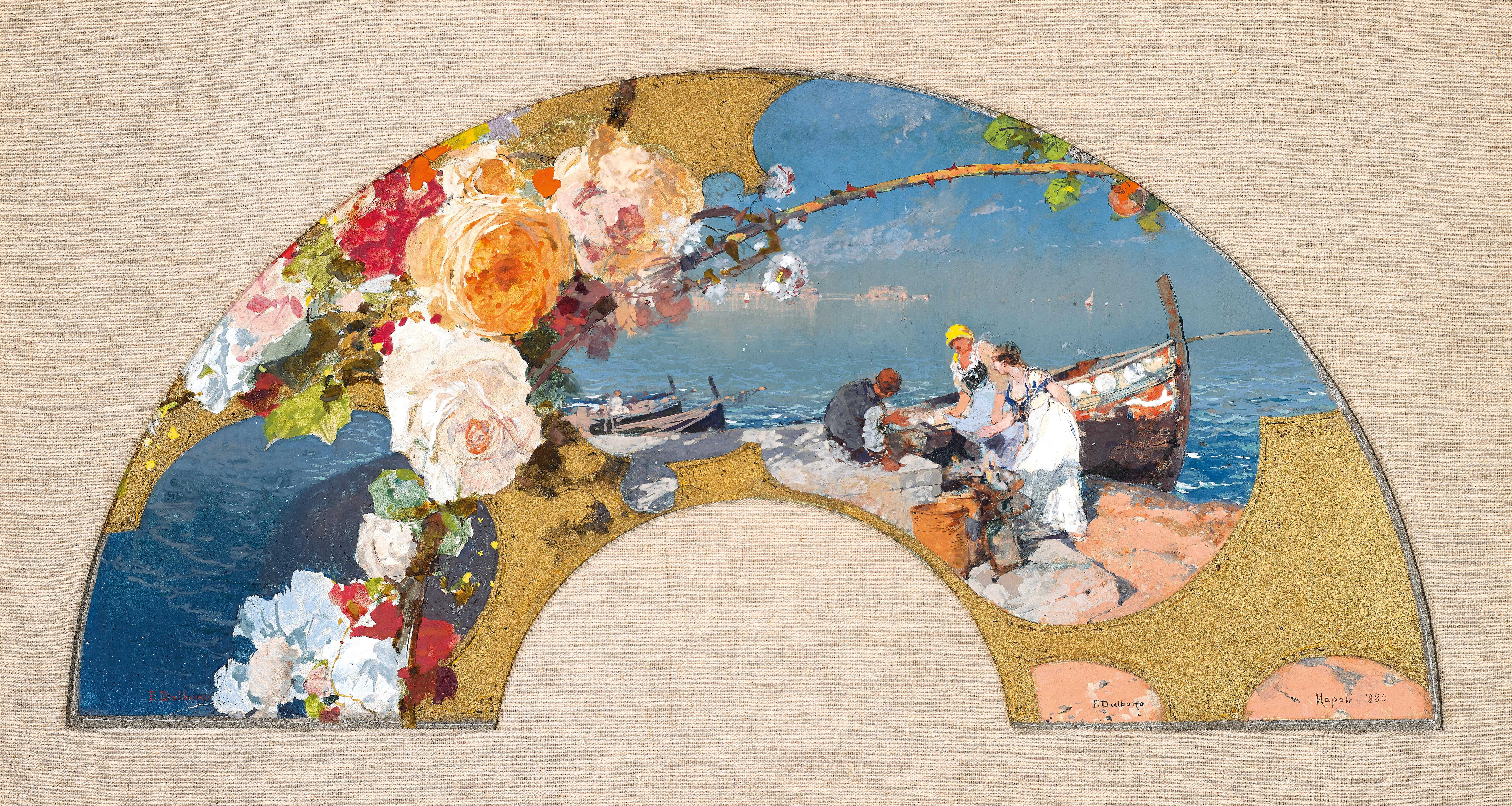
Napoli da Posillipo